# Папаверин
Папавери́н (от лат. papaver «мак») — опиумный алкалоид, производное изохинолина, лекарственное средство спазмолитического и гипотензивного действия.

## История
Выделен из опиума и исследован в 1848 году Георгом Мерком, сыном Эммануила Мерка, основателя корпорации Merck, крупной немецкой химической и фармацевтической компании. Георг Мерк был учеником известных немецких химиков Юстуса Либиха и Августа Гофмана.

## Применения
Папаверин одобрен для лечения спазмов желудочно-кишечного тракта, желчных протоков и мочеточников, а также для использования в качестве церебрального и коронарного вазодилататора при субарахноидальном кровоизлиянии (в сочетании с ангиопластикой) и при шунтировании коронарных артерий. Папаверин также может использоваться для расслабления гладких мышц в микрохирургии, где он вводится непосредственно в кровеносные сосуды.
Папаверин используется для лечения эректильной дисфункции, как отдельно, так и иногда в комбинации. При введении папаверина в ткани полового члена происходит расслабление гладкой мускулатуры и последующее наполнение кровью пещеристого тела, что приводит к эрекции. Для лечения эректильной дисфункции также выпускается гель для местного применения.
Он также широко используется при криоконсервации кровеносных сосудов вместе с другими гликозаминогликанами и белковыми суспензиями. Действует как вазодилататор во время криоконсервации при использовании в сочетании с верапамилом, фентоламином, нифедипином, толазолином или нитропруссидом натрия.
Папаверин также с некоторым успехом исследуется в качестве местного фактора роста при расширении тканей.
Папаверин офф-лейбл используется для профилактики мигрени. Он не является препаратом первой линии, таким как некоторые бета-блокаторы, блокаторы кальциевых каналов, трициклические антидепрессанты и некоторые антиконвульсанты, такие как вальпроевая кислота. Применяется он, скорее, когда эти препараты первой линии и вторичные препараты, такие как СИОЗС, ингибиторы рецепторов ангиотензина-II и т. д. не работают для профилактики мигрени, имеют непереносимые побочные эффекты или противопоказаны.
Папаверин также представлен в комбинациях солей алкалоидов опиума, таких как папаверетум (Омнопон, Пантопон) и других, наряду с морфином, кодеином, а в некоторых случаях носкапином и другими в процентном соотношении, аналогичном содержанию в опиуме, или модифицированном для конкретного случая применения.
Папаверин встречается как примесь в уличном героине и может использоваться судебно-медицинскими лабораториями для определения происхождения героина. Метаболиты папаверина также могут быть обнаружены в моче потребителей героина, что позволяет отличить уличный героин от фармацевтического диацетилморфина.

## Механизм действия
Папаверин также продемонстрировал, что является селективным ингибитором фосфодиэстеразы подтипа PDE10A, обнаруженного в основном в полосатом теле головного мозга.
При длительном введении мышам он вызывал двигательные и когнитивные нарушения и повышал тревожность, но, с другой стороны, он мог оказывать антипсихотическое действие, хотя не все исследования поддерживают эту точку зрения.

## Побочные эффекты
Частые побочные эффекты папаверина включают в себя полиморфную желудочковую тахикардию, запоры, помехи при проведении бромсульфофталеиновой пробы, повышение уровня трансаминаз, повышение уровня щелочной фосфатазы, сонливость и головокружение.
Редкие побочные эффекты представлены гиперемией лица, гипергидрозом (повышенным потоотделением), кожными высыпаниями, артериальной гипотензией, тахикардией, потерей аппетита, желтухой, эозинофилией, тромбопенией, головной болью, аллергической реакцией, и парадоксальным усилением церебрального вазоспазма.
Папаверин в растении Sauropus androgynus связан с облитерирующим бронхиолитом.

## Лекарственные формы и торговые названия
Папаверин выпускается в виде конъюгата гидрохлорида, кодекарбоксилата, аденилата и тепросилата. Кроме того, когда-то он был доступен в виде таких солей, как гидробромид, камзилат, кромезилат, никотинат и фенилгликолят. Гидрохлорид вводят внутримышечно, внутривенно, ректально и перорально. Тепросилат доступен для внутривенного, внутримышечного и перорального введения. Кодекарбоксилат доступен только в пероральной форме, как и аденилат.

Кодекарбоксилат продается под названием Albatran, аденилат — Dicertan, а гидрохлорид — Artegodan (Германия), Cardioverina (вне Европы и США), Dispamil (вне Европы и США), Opdensit (Германия), Panergon (Германия), Paverina Houde (Италия, Бельгия), Pavacap (США), Pavadyl (США), Papaverine (Израиль), Papaverin-Hamelin (Германия), Paveron (Германия), Spasmo-Nit (Германия), Cardiospan, Papaversan, Cepaverin, Cerespan, Drapavel, Forpaven, Papalease, Pavatest, Paverolan, Therapav (Канада), Vasospan, Cerebid, Delapav, Dilaves, Durapav, Dynovas, Optenyl, Pameion, Papacon, Pavabid, Pavacen, Pavakey, Pavased, Pavnell, Alapav, Myobid, Vasal, Pamelon, Pavadel, Pavagen, Ro-Papav, Vaso-Pav, Papanerin-hcl, Qua bid, Papital T. R., Paptial T.R., Pap-Kaps-150. В Венгрии папаверин и гоматропина метилбромид используются в мягких препаратах, которые помогают "прочистить" организм от желчи.